# Sierra Leone na Letnich Igrzyskach Olimpijskich 2012
Sierra Leone na Letnich Igrzyskach Olimpijskich 2012, które odbyły się w Londynie, reprezentowało 2 zawodników.
Był to dziesiąty start reprezentacji Sierra Leone na letnich igrzyskach olimpijskich.

## Reprezentanci

### Lekkoatletyka
Mężczyźni
| Zawodnik      | Konkurencja | Eliminacje | Eliminacje | Półfinał | Półfinał | Finał | Finał   |
| Zawodnik      | Konkurencja | Wynik      | Miejsce    | Wynik    | Miejsce  | Wynik | Miejsce |
| ------------- | ----------- | ---------- | ---------- | -------- | -------- | ----- | ------- |
| Ibrahim Turay | 200 m       | 21,90      | 8.         | NQ       | NQ       | NQ    | NQ      |

Kobiety
| Zawodniczka | Konkurencja | Kwalifikacje | Kwalifikacje | Finał | Finał   |
| Zawodniczka | Konkurencja | Wynik        | Pozycja      | Wynik | Pozycja |
| ----------- | ----------- | ------------ | ------------ | ----- | ------- |
| Ola Sesay   | skok w dal  | 6,22         | 23           | NQ    | NQ      |